# Інеш Енрікеш
Інеш Енрікеш (порт. Inês Henriques) — португальська легкоатлетка, що спеціалізується в спортивній ходьбі, чемпіонка світу.
Енрікеш стала першою в історії чемпіонкою світу в ходьбі на 50 км на Лондонському чемпіонаті 2017 року, де жіночі змагання на цій дистанції проводилися вперше.